# Denzel Washington
Denzel Hayes Washington Jr. (født 28. december 1954 i Mount Vernon, New York, USA) er en amerikansk skuespiller. Han er blandt andet kendt for et tæt samarbejde med instruktøren Spike Lee. Han er den første afroamerikanske skuespiller, der har vundet to Oscar-statuetter.

## Karriere
Efter high school tilmeldte Denzel sig Fordham University med ønsket om, at få en karriere indenfor journalistik. Men hans interesse for skuespillet blev vakt, da han medvirkede i flere mindre studenterproduktioner. Efter universitetet flyttede han derfor til San Francisco, hvor han kom på American Conservatory Theater, et stort non-profit teater, som også huser en skuespilskole. Han forlod A.C.T. efter kun et år for at søge arbejde som skuespiller. Med sin store alsidighed og imponerende fremtræden havde han ikke svært ved at få jobs, og han var med i flere tv-produktioner. Hans første filmrolle kom i 1981, da han medvirkede i komedien Carbon Copy (1981) med George Segal. 
I 1982 blev Washington valgt til rollen som Dr. Chandler i NBC's hospitalsserie St. Elsewhere. Serien var et stort hit, ikke mindst for Denzel Washington, som spillede rollen som Dr. Chandler i seks år. I 1987 fik endnu flere øjnene op for hans talent, da han spillede den oscar-nominerede birolle som Steve Biko i Richard Attenboroughs autentiske drama Cry Freedom. To år senere fik han sit egentlige internationale gennembrud med rollen som slaven og soldaten menig Trip, i Edward Zwicks borgerkrigsdrama Ærens mark (Glory) fra 1989. Denzel vandt en oscar for rollen, og op gennem 90’erne fik han etableret sig, som egentlig box-office-skuespiller. 
I 1992 spillede han en af sine mest kendte roller og leverede en af sine mest roste præstationer i titelrollen i Spike Lees Malcolm X, det over tre timer lange drama om den kontroversielle sorte muslimske leder Malcolm X. 
De første store kassesucceser var film som Pelikan-notatet (1993) og Philadelphia (1993), hvor Washington spillede over for henholdsvis Julia Roberts og Tom Hanks. Senere blev det til den oscar-nominerede præstation som Rubin 'Hurricane' Carter i bokse-dramaet i The Hurricane fra 1999 og den oscar-vindende præstation i rollen som politibetjenten Alonzo med de alternative arbejdsmetoder i Training Day fra 2001. 
I 2002 debuterede Denzel Washington som instruktør med filmen Antwone Fisher, og i 2007 instruerede han The Great Debaters. Han optræder også som skuespiller i begge film. 
Man har også kunnet opleve Denzel Washington i filmene Deja Vu fra 2006, American Gangster fra 2007.n.

## Udvalgt filmografi
Som skuespiller
- The Equalizer 3 (2023)
- Fences (2016)
- The Magnificent Seven (2016)
- The Equalizer (2014)
- 2 Guns (2013)
- Flight (2012)
- Safe House (2012)
- The Book of Eli (2010)
- The Great Debaters (2007)
- American Gangster (2007)
- Deja Vu (2006)
- Inside Man (2006)
- The Manchurian Candidate (2004)
- Man on Fire (2004)
- Out of Time (2003)
- Antwone Fisher (2002)
- John Q (2002)
- Training Day (2001)
- Remember the Titans (2000)
- The Hurricane (1999)
- The Bone Collector  (1999)
- Under Angreb – The Siege (1998)
- He Got Game (1998)
- Fallen (1998)
- The Preacher's Wife (1996)
- Det Afgørende Bevis – Courage Under Fire (1996)
- Djævel i Blåt – Devil in a Blue Dress (1995)
- Virtuosity (1995)
- Fjenden i Dybet – Crimson Tide (1995)
- Philadelphia (1993)
- Pelikan-notatet – The Pelican Brief (1993)
- Stor Ståhej om Ingenting – Much Ado About Nothing (1993)
- Malcom X (1992)
- Ricochet (1991)
- Mississippi Masala (1991)
- Mo' Better Blues (1990)
- Heart Condition (1990)
- Ærens mark – Glory (1989)
- The Mighty Quinn (1989)
- En Mand Jages – For Queen & Country (1988)
- Cry Freedom (1987)
- Power (1986)
- A Soldier's Story (1984)
- Carbon Copy (1981)

Som instuktør
- Fences (2016)
- The Great Debaters (2007)
- Antwone Fisher (2002)

## Oscars
- 2017: Oscar for bedste film: Fences (Nomineret, sammen med Todd Black og Scott Rudin)
- 2017: Oscar for bedste mandlige hovedrolle: Fences (Nomineret)
- 2013: Oscar for bedste mandlige hovedrolle: Flight (Nomineret)
- 2002: Oscar for bedste mandlige hovedrolle: Training Day (Vinder)
- 2000: Oscar for bedste mandlige hovedrolle: The Hurricane (Nomineret)
- 1993: Oscar for bedste mandlige hovedrolle: Malcom X (Nomineret)
- 1990: Oscar for bedste mandlige birolle: Ærens mark (Vinder)
- 1988: Oscar for bedste mandlige birolle: Cry Freedom (Nomineret)

## Privatliv
Privat bor Denzel i Los Angeles sammen med sin hustru Pauletta Washington, som han har været gift med siden 1983. Sammen har de fire børn. Hans søn Malcolm, er opkaldt efter Malcolm X.
Washington støtter bl.a. "Nelson Mandela Children's Fund" samt "The Gathering Place", som er et AIDS-hospice. I 2006 donerede han 1 million dollar til organisationen "Save Africa's Children".